# 普馬普紐南山
9°47′54″S 77°32′02″W / 9.79833°S 77.53389°W
普馬普紐南山（Puma Puñunan），是秘魯的山峰，位於該國北部安卡什大區，由艾哈省的艾哈區負責管轄，屬於內格拉山脈的一部分，海拔高度4,800米。